# Княжевац (община)
Община Княжевац (на сръбски: Општина Књажевац или Opština Knjaževac, предишно име на български: Гургусовец) е териториално-административна единица в Зайчарски окръг, Източна Сърбия. Заема площ от 1202 км2. Административен център е град Княжевац (Гургусовец). Населението и към 2011 година е 30 902 души.

## География
Общината се намира в Тимошко.

## Население
Според преброяването от 2011 г. населението на община Княжевац възлиза на 31 491 души. Гъстотата е 26,2 души/км2.

### Етнически състав
| Народност                | 2011 г.       | 2011 г. |
| ------------------------ | ------------- | ------- |
| сърби                    | 29 631 жители |         |
| цигани                   | 789 жители    |         |
| македонци                | 42 жители     |         |
| българи                  | 33 жители     |         |
| хървати                  | 23 жители     |         |
| албанци                  | 22 жители     |         |
| черногорци               | 20 жители     |         |
| власи                    | 20 жители     |         |
| югославяни               | 15 жители     |         |
| унгарци                  | 12 жители     |         |
| руснаци                  | 8 жители      |         |
| мюсюлмани                | 7 жители      |         |
| бошняци                  | 7 жители      |         |
| словенци                 | 6 жители      |         |
| украинци                 | 6 жители      |         |
| германци                 | 4 жители      |         |
| румънци                  | 4 жители      |         |
| словаци                  | 1 жител       |         |
| други                    | 23 жители     |         |
| неизяснени               | 626 жители    |         |
| регионална принадлежност | 5 жители      |         |
| неизвестно               | 187 жители    |         |

## Селищна мрежа
В границите на общината влизат 86 населени места.
- 1 град: Княжевац
- 85 села:

| - Алдина река - Алдинац - Балановац - Балинац - Балта Бериловац - Бански Орешац - Бели поток - Берчиновац - Божиновац - Булиновац - Буче - Валевац - Васил - Видовац - Вина - Витковац - Влашко поле | - Въртовац - Габровница - Глоговац - Горна Каменица - Горна Соколовица - Горно Зуниче - Γрадище - Дебелица - Деяновац - Долна Каменица - Долна Соколовица - Долно Зуниче - Дръвник - Дреновац - Дречиновац - Елашница - Жълне | - Жуковац - Зоруновац - Зубетинац - Иново - Каличина - Кална - Кандалица - Кожел - Крента - Лепена - Локва - Манинац - Милковац - Миничево - Мучибаба - Ново Корито - Орешец | - Ошляне - Папратна - Петруша - Подвис - Понор - Потъркане - Причевац - Равна - Равно Буче - Радичевац - Ръгоще - Репушница - Свърлишка Топла - Скробница - Слатина - Станинац - Старо Корито | - Стогазовац - Татрасница - Търговище - Търновац - Чущица - Цървене - Църни връх - Шарбановац - Шести габър - Шуман Топла - Щипина - Щитарац - Щърци - Яковац - Яловик Извор - Яня |